# Дуэро
Дуэ́ро (исп. Duero, лат. Durius), или (на территории Португалии) До́ру (лиссабонский диалект, порт. Douro, коимбрский диалект — До́уру, мирандск. Douro) — река Пиренейского полуострова, берущая начало на территории Испании и впадающая в Атлантический океан в Португалии.
Общая протяжённость — 925 км (по другим данным, 938 км), площадь водосборного бассейна около 95 тыс. км². В устье Дору расположен второй по величине город Португалии — Порту.

## Название
Название реки предположительно представляет собой латинизированную форму кельтского слова с корнем *dubro- (вода), в свою очередь, продолжающим праиндоевропейскую основу dʰewbʰ- («глубокий»), от которой происходят русские слова «дупло» и «дебри», англ. deep и т. д.
Двойное (точнее тройное) название реки, как правило, отражается на географических картах. Португальское название Дору отражает лиссабонское произношение, но на севере Португалии, где протекает река, используется коимбрское произношение — Доуру.

## Общие сведения
Дуэро протекает в Испании по территории провинций Сория, Бургос, Вальядолид, Самора и Саламанка. Пересекает границу в районе Миранда-ду-Дору и далее протекает по территории Португалии под названием Дору.
Крутые берега реки благоприятствуют устройству виноградников. В Испании на берегах Дуэро — несколько значимых винодельческих районов (в частности, Рибера-дель-Дуэро и Руэда). В 2001 году ЮНЕСКО объявило Всемирным наследием португальский винодельческий регион Алту-Дору в верхнем течении Дору (откуда происходит основная часть винограда, идущего на производство портвейна).

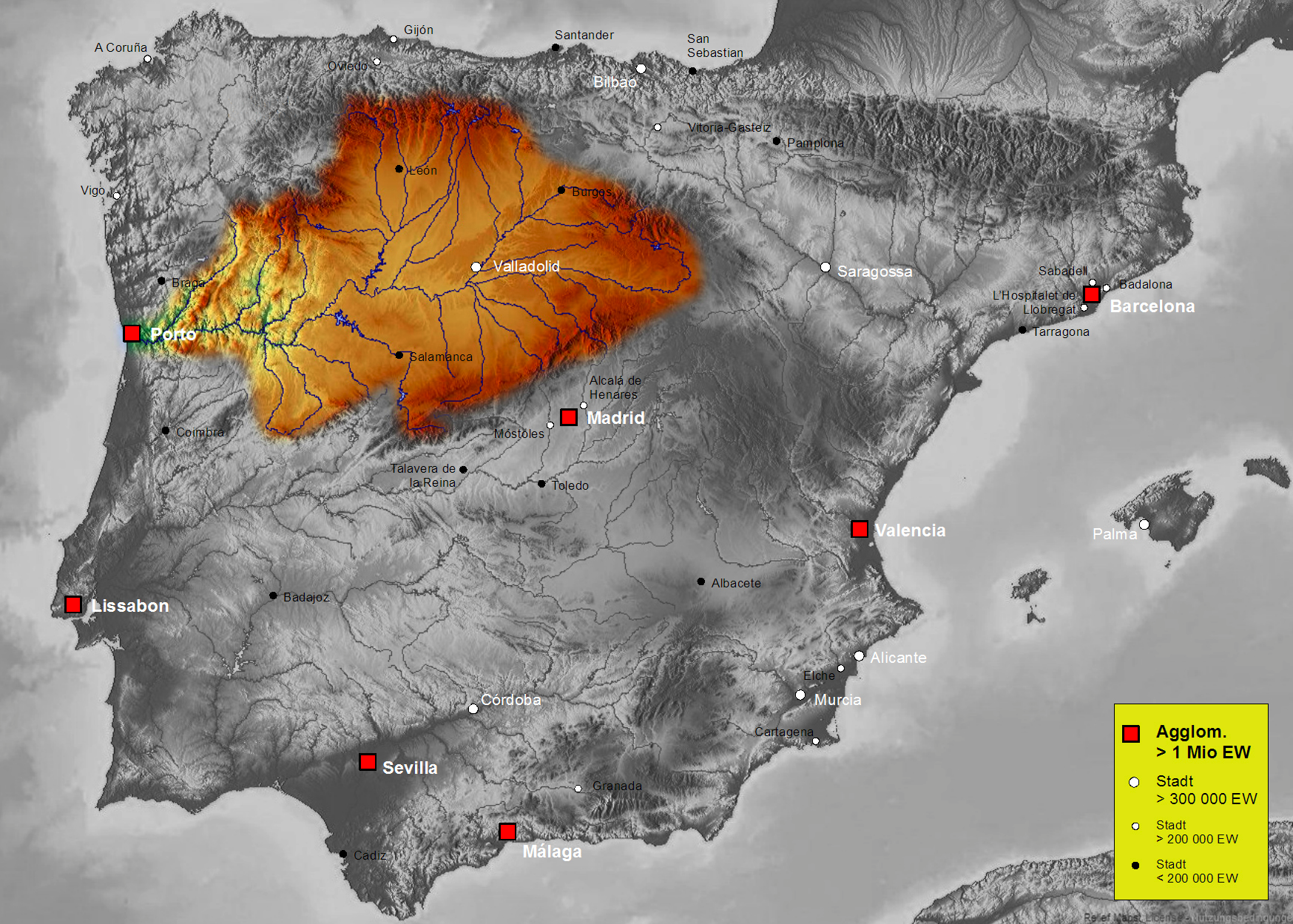
Бассейн реки Дуэро
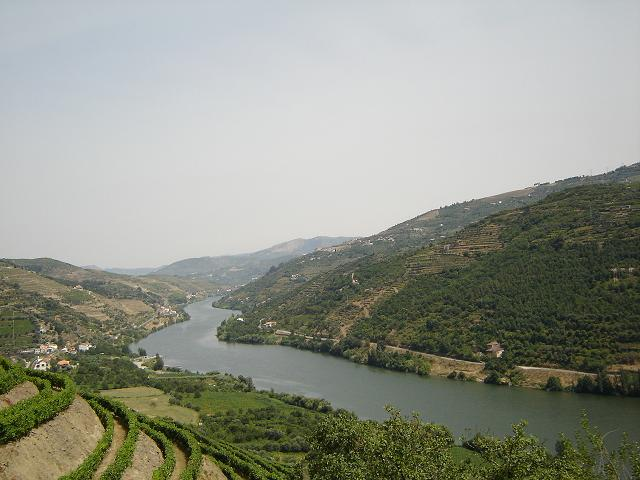
Виноградники в верхнем течении Дору
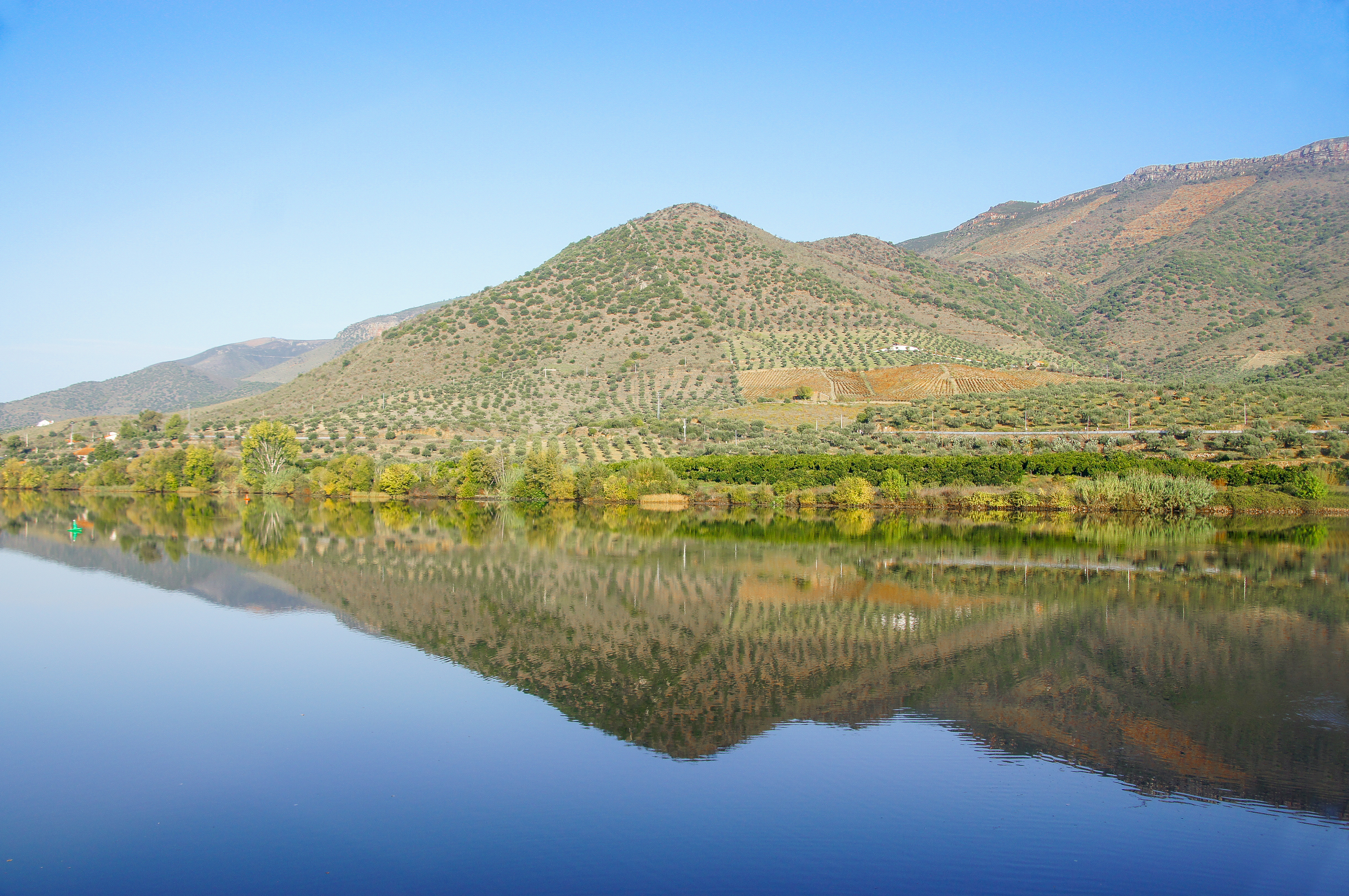
Река Дору в интернациональном парке Дору
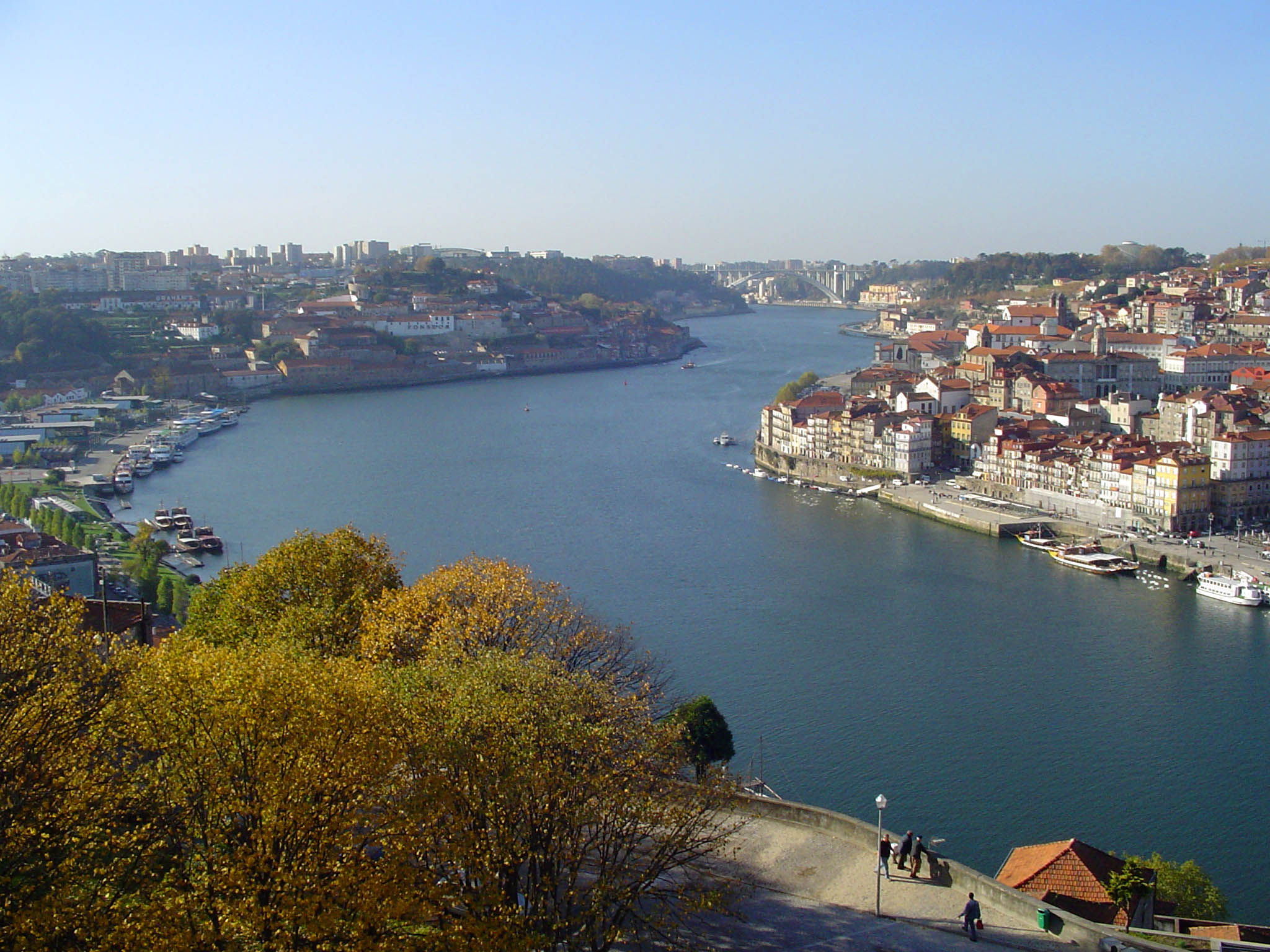
Река Дору возле устья (город Порту)

## Притоки

### В Испании
- Rio Rituerto (лев.)
- Rio Riaza (лев.)
- Дуратон (лев.)
- Rio Cega (лев.)
- Писуэрга (прав.)
- Адаха (лев.)
- Rio Zapardiel (лев.)
- Rio Trabancos (лев.)
- Rio Valderaduey (пр.)
- Эсла (пр.)
- Тормес (лев.)
- Rio Huebra (лев.)

### В Португалии
- Rio Arda (пр.)
- Rio Inha (лев.)
- Агеда (лев.)
- Ribeira de Aguiar (лев.)
- Коа (лев.)
- Ribeira de Teja (лев.)
- Rio Sabor (пр.)
- Туа (пр.)
- Rio Pinhão (пр.)
- Rio Torto (лев.)
- Rio Távora (лев.)
- Rio Tedo (лев.)
- Коргу (пр.)
- Rio Varosa (лев.)
- Rio Teixeira (пр.)
- Rio Cabrum (лев.)
- Rio Bestança (лев.)
- Rio Paiva (лев.)
- Тамега (пр.)
- Rio Sousa (пр.)
- Rio Tinto (пр.)